# Таксима
Таксима́ (от эвенк. такса — «глина») также Таксимо — река в Каларском районе Забайкальском крае России, правый приток Витима.

## Этимология
По данным Е. М. Поспелова, название реки восходит к эвенкийскому слову такса со значением «глина».

## Описание
Длина реки — 120 км, площадь водосбора — 2260 км². 
Берёт начало на северо-западном склоне Нижнекаларского хребта. Впадает в Витим в 758 км от его устья.
Притоки: Тундак, Октокит, Амнуннакта и др.

### Топографические карты
- Лист карты O-50-XXXII. Масштаб: 1 : 200 000. Указать дату выпуска/состояния местности.
- Лист карты O-50-XXXIII. Масштаб: 1 : 200 000. Указать дату выпуска/состояния местности.
- Лист карты N-50-III. Масштаб: 1 : 200 000. Указать дату выпуска/состояния местности.